# سمكة الصقر الرخامية
سمكة الصقر الرخامية (الاسم العلمي Cirrhitus)، جنس أسماك بحرية من فصيلة أسماك الصقر. موائلها الشعاب المرجانية الاستوائية، أعطانها جميع أنحاء العالم.

## الأنواع
الأنواع المعروفة حاليًا في جنس سمكة الصقر الرخامية هي:
- Cirrhitus albopunctatus ليونارد بيتر شولتز, 1950
- Cirrhitus atlanticus Osório, 1893 (West African hawkfish)
- Cirrhitus pinnulatus (يوهان راينهولد فورستر, 1801) (stocky hawkfish)
- سمكة الصقر العملاقة اشيل فالنسيان, 1846 (giant hawkfish)